# ديريك كونواي
ديريك كونواي (بالإنجليزية: Derek Conway) هو سياسي بريطاني، ولد في 15 فبراير 1953 في نيوكاسل أبون تاين في المملكة المتحدة. حزبياً، نشط في حزب المحافظين.

## مناصب
- في الانتخابات العمومية للمملكة المتحدة 1983 [الإنجليزية]‏، انتخب عضو البرلمان التاسع والأربعون للمملكة المتحدة عن دائرة شروزبوري وأتشام خلال فترته النيابية ‏ (9 يونيو 1983 – 18 مايو 1987).
- في الانتخابات العمومية للمملكة المتحدة 1987 [الإنجليزية]‏، انتخب عضو البرلمان الخمسون للمملكة المتحدة عن دائرة شروزبوري وأتشام خلال فترته النيابية ‏ (11 يونيو 1987 – 16 مارس 1992).
- في الانتخابات العامة في المملكة المتحدة 1992 [الإنجليزية]‏، انتخب عضو البرلمان الحادي والخمسون للمملكة المتحدة عن دائرة شروزبوري وأتشام خلال فترته النيابية ‏ (9 أبريل 1992 – 8 أبريل 1997).
- انتخب Vice-Chamberlain of the Household [الإنجليزية]‏ (23 يوليو 1996 – 2 مايو 1997).
- في الانتخابات العامة في المملكة المتحدة 2001، انتخب عضو برلمان المملكة المتحدة الـ53 عن دائرة أولد بيكسلي وسيدكوب وقد انضم خلال فترته النيابية ‏ (7 يونيو 2001 – 11 أبريل 2005) للكتلة البرلمانية حزب المحافظين.
- انتخب عضو برلمان المملكة المتحدة الـ54 عن دائرة أولد بيكسلي وسيدكوب وقد انضم خلال فترته النيابية ‏ (29 يناير 2008 – 12 أبريل 2010) للكتلة البرلمانية مستقل.
- في الانتخابات العامة في المملكة المتحدة 2005، انتخب عضو برلمان المملكة المتحدة الـ54 عن دائرة أولد بيكسلي وسيدكوب وقد انضم خلال فترته النيابية ‏ (5 مايو 2005 – 29 يناير 2008) للكتلة البرلمانية حزب المحافظين.